# Storkornig torvlav
Storkornig torvlav (Placynthiella oligotropha) är en lavart som först beskrevs av J. R. Laundon, och fick sitt nu gällande namn av Coppins & P. James. Storkornig torvlav ingår i släktet Placynthiella och familjen Trapeliaceae.  Arten är reproducerande i Sverige. Inga underarter finns listade i Catalogue of Life.

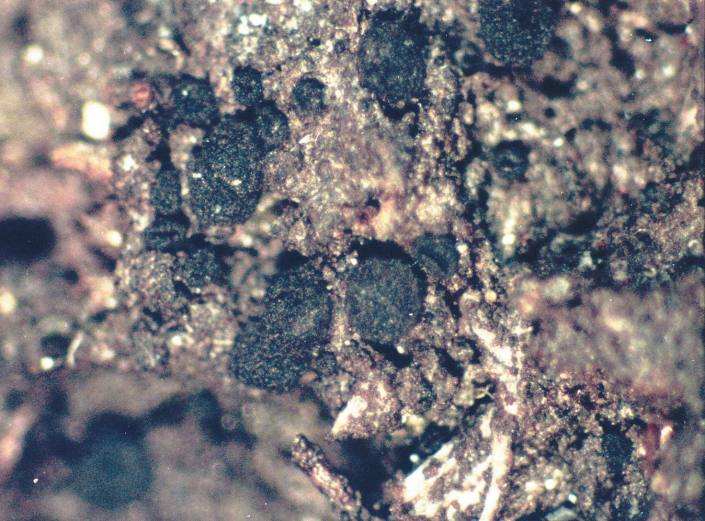
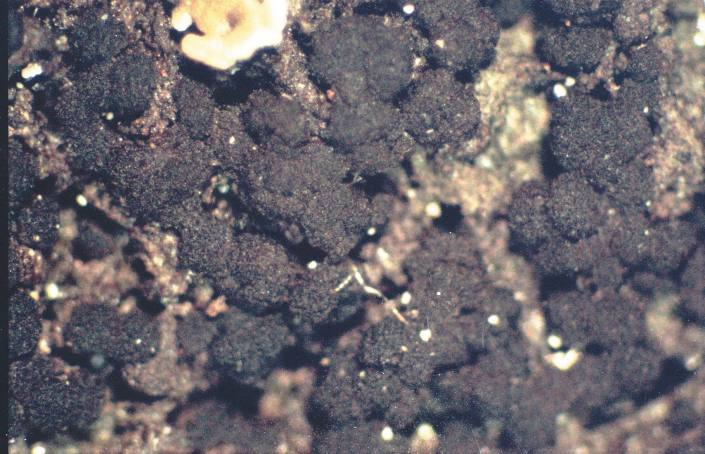
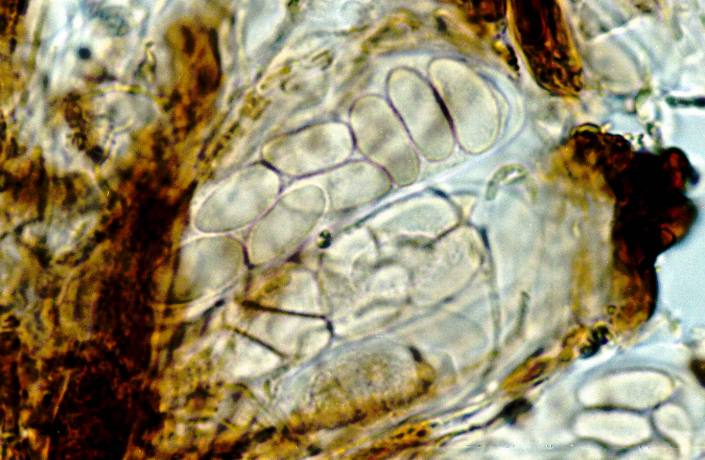
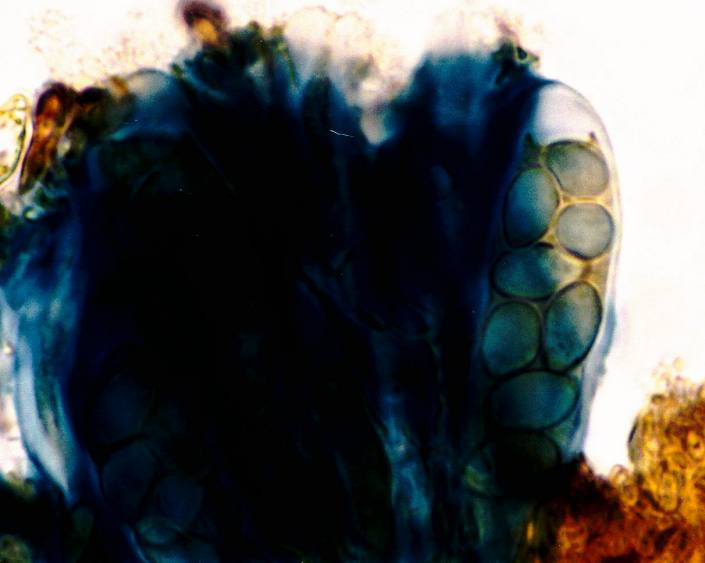
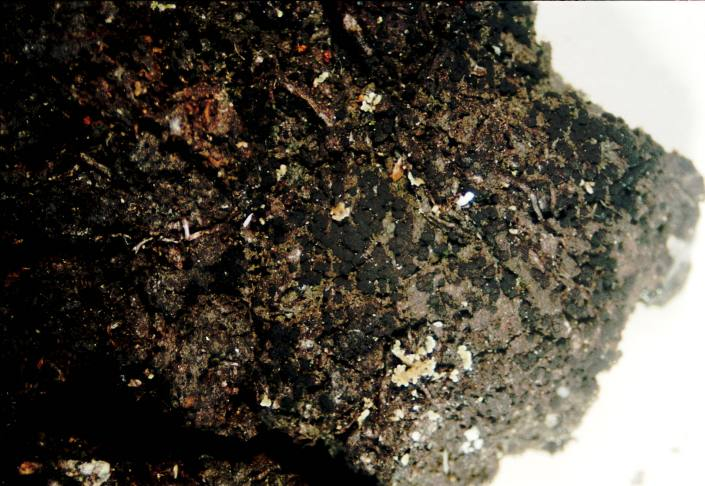